# Torymus confluens
Torymus confluens är en stekelart som beskrevs av Julius Theodor Christian Ratzeburg 1852. Torymus confluens ingår i släktet Torymus och familjen gallglanssteklar.
Artens utbredningsområde är Tyskland. Inga underarter finns listade i Catalogue of Life.